# Amorphophallus zenkeri
Amorphophallus zenkeri är en kallaväxtart som först beskrevs av Adolf Engler, och fick sitt nu gällande namn av Nicholas Edward Brown. Amorphophallus zenkeri ingår i släktet Amorphophallus och familjen kallaväxter.

## Underarter
Arten delas in i följande underarter:
- A. z. mannii
- A. z. zenkeri